# Ян Чохралски
Ян Чохра̀лски (на полски: Jan Czochralski) е полски химик, открил процес за израстване на монокристали, който носи неговото име и се използва широко при производството на полупроводникови подложки.

## Биография
Чохралски е роден в град Кциня, Куявско-Поморско войводство, Полша. Около 1900 година се премества в Берлин, където работи във фармацевтиката. Учи в Charlottenburg Polytechnic в Берлин, където специализира неорганична химия. През 1907 г. започва работа като инженер в AEG (Allgemeine Elektrizitäts Gesellschaft).

## Научна дейност
Чохралски прави откритието случайно през 1916 г., когато по погрешка потапя писалката си в разтопен метал вместо в мастилницата си. Той веднага издърпал писалката и видял, че от нея виси тънка нишка от метал. Когато изследвал нишката, Чохралски открил, че тя е монокристална. Експериментите, които Чохралски провежда, създавали единични кристали с диаметър 1 mm и дължина до 150 cm. Чохралски публикува своето откритие през 1918 г. в немското списание Цайтшрифт фюр Физикалише Кемие (Zeitschrift für Physikalische Chemie) под заглавието Нов метод за измерване скоростта на кристализиране на металите (Ein neues Verfahren zur Messung der Kristallisationsgeschwindigkeit der Metalle).
През 1950 американците Гордън К. Тиал и Дж. Б. Литъл от Bell Labs използват метода на Чохралски за израстване на германиев монокристал, който използвали за производството на полупроводници.
През 1917 Чохралски създава изследователската лаборатория Металбанк унд Металургише Гезелшафт (Metallbank und Metallurgische Gesellschaft), чийто директор е до 1928 г. През 1919 г. той е едни от учредителите на Германската организация на металознанието Дойче Гезелшафт фюр Металкунде (Deutsche Gesellschaft für Metallkunde), на която е президент до 1925. През 1928 г., по молба на президента на Полша Игнаци Мошчицки, се премества в Полша и става професор по металургия и разботка на металите в Химическия факултет на Варшавския технически университет.